# Vysoký představitel Unie pro zahraniční věci a bezpečnostní politiku
Vysoký představitel Unie pro zahraniční věci a bezpečnostní politiku, neformálně a zjednodušeně označovaný jako ministr zahraničí Evropské unie, je orgán Evropské unie, odpovědný za provádění Společné zahraniční a bezpečnostní politiky a Společné bezpečnostní a obranné politiky. Vysoký představitel je jmenován na pětileté funkční období. Jako první úřad zastával Němec Jürgen Trumpf. Od prosince 2024 funkci vykonává bývalá estonská premiérka Kaja Kallasová z pozice místopředsedkyně druhé komise von der Leyenové.

## Zakotvení

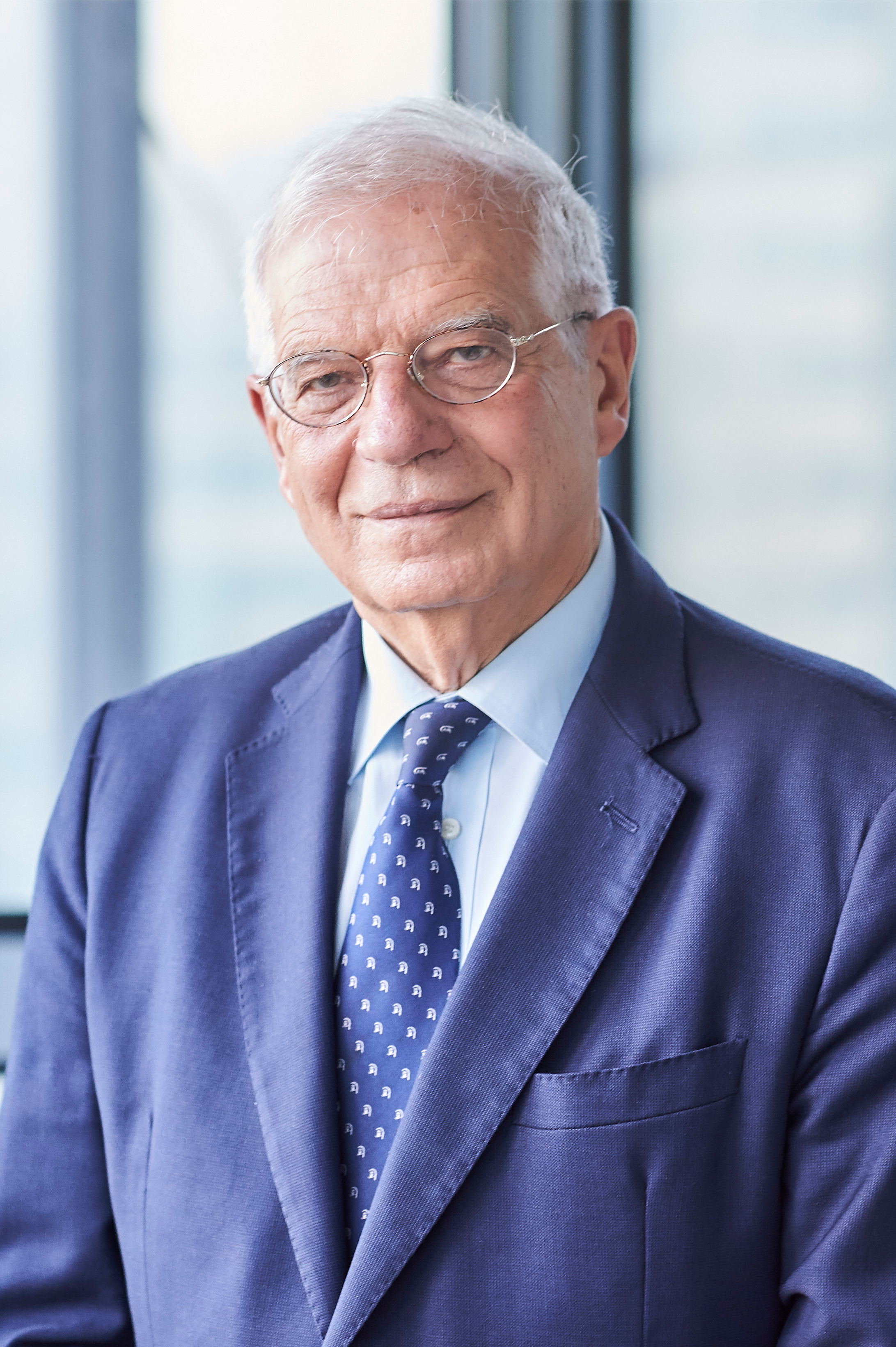
Josep Borrell, v letech 2019–2024 vysoký představitel Unie pro zahraniční věci a bezpečnostní politiku a místopředseda první komise von der Leyenové

Na základě Lisabonské smlouvy stojí vysoký představitel Unie pro zahraniční věci a bezpečnostní politiku v čele Evropské služby pro vnější činnost, zároveň je místopředsedou Evropské komise a předsedá Radě pro zahraniční věci. Vysoký představitel vede společnou zahraniční a bezpečnostní politiku Unie a zajišťuje její soudržnost vnější činnosti. Jménem Unie vede politický dialog se třetími stranami a vyjadřuje postoj Unie v mezinárodních organizacích a na mezinárodních konferencích.
Aby se přihlíželo k názoru Evropského parlamentu, vysoký představitel pravidelně konzultuje hlavní hlediska a základní volby společné zahraniční a bezpečnostní politiky a společné bezpečnostní a obranné politiky a informuje jej o vývoji těchto politik.
Vysoký představitel pro zahraniční věci a bezpečnostní politiku je jmenován Evropskou radou se souhlasem předsedy Komise kvalifikovanou většinou. Evropská rada má právo jej stejným způsobem odvolat z funkce.
První vysokou představitelkou pro zahraniční věci a bezpečnostní politiku byla v listopadu 2009 na pětileté období zvolena britská politička Catherine Ashtonová. V letech 2014–2019 funkci vykonávala bývala ministryně zahraničí Itálie Federica Mogheriniová, již nahradil bývalý šéf španělské diplomacie Josep Borrell.